# ソユーズTMA-14
ソユーズTMA-14は、第19/20次長期滞在クルー2名を国際宇宙ステーションへ運ぶために2009年3月にソユーズFGによって打ち上げられたソユーズ宇宙船である。打ち上げ時には宇宙旅行者チャールズ・シモニーが二度目の宇宙旅行のために同乗、帰還時には宇宙旅行者ギー・ラリベルテが同乗した。ソユーズTMA-14は、1967年以来、ソユーズ宇宙船による101回目の有人飛行となった。
2009年7月3日、ソユーズTMA-14は、ズヴェズダ後方とのドッキングを解除し、約30分間の飛行を行い、ピアース・ドッキング室とドッキングした。なお、この移動飛行には日本人宇宙飛行士若田光一が搭乗し、ソユーズ宇宙船に搭乗した2人目の日本人となった。また、この移動は、空けたドッキング・ポートを、後日、プログレス補給船 (34P) が使用するためである。

## 乗組員

### 打上げ時
第19/20次長期滞在クルー
- ゲナディ・パダルカ (3) - 船長 -  RSA
- マイケル・バラット (1) - フライトエンジニア -  NASA

宇宙旅行者
- チャールズ・シモニー (2) - コンピューターソフトウェアプログラマー -  ハンガリー

### 帰還時
第19/20次長期滞在クルー
- ゲナディ・パダルカ (3) - 船長
- マイケル・バラット (1) - フライトエンジニア

宇宙旅行者
- ギー・ラリベルテ (1) - シルク・ドゥ・ソレイユ創設者 -  カナダ

### バックアップ
- マクシム・スラエフ -  RSA
- シャノン・ウォーカー - ESA -  オランダ
- エステル・ダイソン - 宇宙旅行者 -  スイス